# 十字路水库
十字路水库，又称九龙湖:461，是中华人民共和国浙江省宁波市一个水库。水库位于镇海区九龙湖镇，于1958年开工，1959年因调整基建规模停工，1977年10月21日重新开工，1983年11月2日蓄水，1988年7月22日完工交付使用，为中型水库，水库总库容量2300万立方米，正常库容2030万立方米，集水面积10.4平方米:29、459，1991年起功能以供水、防洪为主，兼顾养殖和休闲旅游等，2002年进行大坝维修加固:420，原为镇海区饮用水源供应地，因自来水供水管网延伸完善，2015年停止生活供水，2016年转为向骆驼新城河网生态补水，2017年水功能区由原“十字路水库镇海饮用、景观娱乐用水区”调整为“十字路水库镇海景观娱乐用水区”，水环境功能区类型由原“饮用水水源一级保护区”调整为“景观娱乐用水区”，2008年成为中国国家4A级旅游景区，2014年成为浙江省省级旅游度假区。

## 周边
- 慈城古建筑群
- 保国寺
- 上林湖
- 杜湖